# ویسکی ذرت

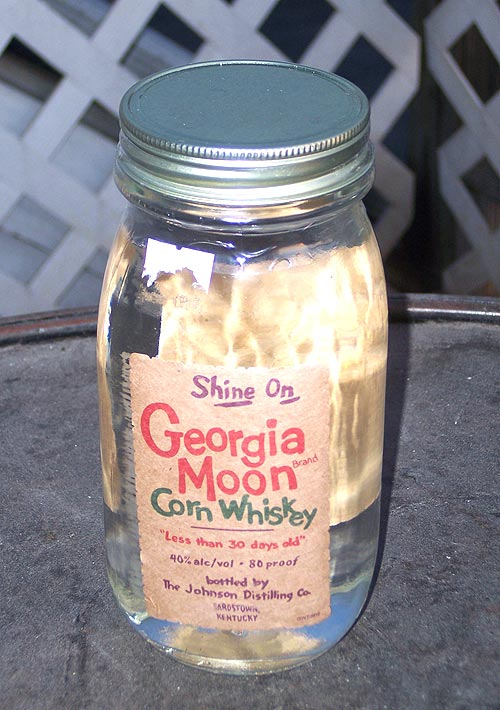
یک بطری ویسکی ذرت Georgia Moon

یک بطری ویسکی ذرت مارک KITEEN KIRKAS

ویسکی ذرت (به انگلیسی: Corn whiskey) نوعی ویسکی است که برای تهیه آن از دانه‌های ذرت برای تخمیر استفاده می‌کنند. ویسکی ذرت حداقل ۴۰٪ و حداکثر ۸۰٪ الکل دارد.